# 斎藤祐具
斎藤 祐具（さいとう ゆうぐ、生没年不詳）は室町時代の武将である。祐具は入道名であり、諱は経永（つねなが）か。越前守と称す。
美濃国守護土岐氏の重臣であり、土岐持益に仕えたが、持益も守護代である富島氏（又五郎か）も若年であったため、土岐家中で祐具の発言力が大いに高まったという。
また、娘を揖斐郡の豪族鷹司家に嫁がせるなど、美濃国内での斎藤氏の地盤固めに努めている。祐具が目指したであろう守護代職は息子の斎藤宗円による下剋上で実現することとなる。

## 関連
- 斎藤氏
- 土岐氏